# Dasiops obscurcus
Dasiops obscurcus är en tvåvingeart som först beskrevs av Daniel William Coquillett 1902.  Dasiops obscurcus ingår i släktet Dasiops och familjen stjärtflugor.
Artens utbredningsområde är British Columbia. Inga underarter finns listade i Catalogue of Life.